# Richard Roth (Schwimmer)
Richard William „Dick“ Roth (* 26. September 1947) ist ein ehemaliger US-amerikanischer Schwimmer.
Im Alter von 17 Jahren gewann er bei den Olympischen Spielen 1964 in Tokio die Goldmedaille über 400 m Lagen. Damit war er der erste Olympiasieger in dieser Disziplin. Kurz vor diesem Finale erlitt er eine akute Blinddarmentzündung, doch er lehnte die Operation ab und bestand darauf, dass die Chirurgen sie aufschieben sollten, um ihm das Schwimmen im Finale zu ermöglichen Dabei stellte er einen Weltrekord auf, der vier Jahre hielt.
An der Stanford University gewann er sechs Titel der Amateur Athletic Union und bei der 1965 Sommer-Universiade in Budapest gewann er zweimal Gold über die 400 m Lagen und über die 4 × 200 m Staffel, bevor er im Alter von 19 Jahren zurücktrat.